# Birine
 (juillet 2018).
Si vous disposez d'ouvrages ou d'articles de référence ou si vous connaissez des sites web de qualité traitant du thème abordé ici, merci de compléter l'article en donnant les références utiles à sa vérifiabilité et en les liant à la section « Notes et références ».
Birine est une commune de la wilaya de Djelfa. Elle a été érigée en chef-lieu de daïra en 1988. Auparavant elle faisait partie de la grande wilaya du Titteri dont le chef-lieu était Médéa.

## Géographie
Birine est distante du chef-lieu de wilaya de 137 km et de 200 km de la capitale. Cette commune est longée par d’importantes voies de communication telles que la RN40 qui relie les hauts plateaux de l’Est, du Centre et de l’Ouest de l’Algérie, la RN40B, la RN 89 qui au Nord permet d’aller vers Médéa et Alger par Aïn Boucif et qui  au Sud traverse Had Sahari (avec une bifurcation vers Djelfa via Hassi El Euch et Hassi Bah Bah), Ain Feka et Sidi Ameur et abouti  à proximité de Bou Saada tout en mettant en liaison la RN40 et la RN08. 
Sa population est estimée à 45 000 habitants[réf. nécessaire]. Elle est habitée essentiellement par la tribu des Mouidat Cherraga (Djouaber) composée des fractions suivantes : Oulad Ziane, Trirat, Sehabat, Medhablia, Hamez, Ch’aâiyia  et aussi des Oulad Mokhtar Cherraga, des Oulad Slima, des Makhalif, des Abaziz Lahouinia et des Horabat.[réf. nécessaire]
Elle recèle d'énormes nappes d'eaux souterraines[réf. nécessaire] ; ce qui a participé à ce qu'elle alimente en eau potable les villes de Ksar-El-Boukhari, Chellalat El Adhaoura, et partiellement quelques communes de la Wilaya de M'Sila.

## Histoire
Du temps de la période coloniale, Birine relevait de la commune mixte d'Aïn Boucif, puis a été érigée en commune de plein exercice à l'indépendance.

## Économie
Durant la colonisation française, cette commune (à l'instar des autres communes indigènes) bien qu’elle recelait de riches exploitations céréalières et d’importants élevages ovins, caprins et camelins n’avait pas bénéficié des commodités de la vie moderne (électrification, goudronnage des routes, structures sanitaires, etc.) ceci était dû à l’absence de colons européens.Dès le début des années 1990, elle a enregistré d'importants progrès sur tous les plans et une extraordinaire extension urbaine.
Sa vocation est agricole, principalement d'élevage ovin. C'est le plus grand marché à bestiaux de la région, autant que Sidi Aïssa, sinon plus. Tout récemment, l'aviculture et l'apiculture sont également pratiquées à une grande échelle. Elle abrite le siège du Centre de Recherches Nucléaires de Birine (CRNB), à moins de 8 km du chef-lieu de la commune, Le programme du CRNB comprend les travaux de recherche dans les domaines de la physique, de la technologie des réacteurs, de l’instrumentation de contrôle des installations nucléaires, des techniques de production des radio-isotopes, des applications neutroniques, de la sûreté nucléaire, de la gestion et du traitement des déchets radioactifs. Il est chargé de l’exploitation du réacteur Es-Salam et des installations associées. Avec l'avènement de la nouvelle stratégie agricole, elle est en passe d'abriter d'immenses superficies plantées de pomme de terre et de vastes vergers, principalement d'oliviers, ce qui a généré la création d'un micro climat.